# Ђерминаја (Пистоја)
Ђерминаја је насеље у Италији у округу Пистоја, региону Тоскана.
Према процени из 2011. у насељу је живело 39 становника. Насеље се налази на надморској висини од 301 м.